# Partit Nacionalista de Catalunya
El Partit Nacionalista de Catalunya (PNC; en español: Partido Nacionalista de Cataluña) es un partido político español de Cataluña de ideología catalanista y de centro a centroderecha. Celebró su congreso fundacional el 27 de junio de 2020. Marta Pascal fue elegida secretaria general del partido con el 91 % de los votos. Olga Tortosa es la presidenta del partido y Oriol Puig el portavoz. En su manifiesto político señalan la apuesta por un referéndum pactado como solución para Cataluña.

## Historia

### 2019
El PNC nació de la mano del think tank El Pais de Demà (El País de Mañana, en español), que se dio a conocer el 21 de septiembre de 2019, durante la conocida como «Reunión de Poblet». A este evento acudieron unos 200 convocados, con el ingeniero Antoni Garrell como principal impulsor. En el Grupo de Poblet se reúnen miembros de Lliures como Antoni Fernández Teixidor y Roger Montañola, o de Units per Avançar como Ramon Espadaler y Albert Batlle. También asistieron políticos provenientes de la órbita convergente como Marta Pascal, Carles Campuzano, Jordi Xuclà, Marta Pigem, o Lluís Recoder. Además, ha tenido contactos con los exconsejeros Jordi Baiget, Santi Vila, y Jordi Jané. Otros nombres vinculados al proyecto incluyen a Josep Soler (director del Instituto de Estudios Financieros catalán), el exconcejal del PSC Ramon García Bragado, la profesora de la UAB Carme Casablanca, el sociólogo Oriol Homs, el filósofo José María Lozano y el jurista Antoni Bayona.

### 2020
La formación celebró su congreso fundacional el 27 de junio eligiendo a Marta Pascal como secretaria general del partido, Àlex Moga como secretario de organización, Oriol Puig como portavoz del partido y Pep García como tesorero. En el manifiesto político aprobado apuestan por un referéndum pactado como solución para Cataluña.
A seis días del congreso La Vanguardia entrevistaba a Albert Batlle, concejal del Ajuntament de Barcelona con Units per Avançar (en coalición con el PSC), en la que se ofrecía a liderar una eventual candidatura unitaria de estos partidos catalanistas (PNC incluido) a las próximas elecciones al Parlament. En septiembre, Marta Pascal declaraba en La Vanguardia que el partido se presentaría en solitario a las futuras elecciones autonómicas, presentándose como candidata, sin intención de hacer coalición con ningún partido post-convergente.

### 2021
En las elecciones al parlamento de Catalunya, celebradas el 14 de febrero, el PNC no obtuvo representación parlamentaria.

## Ideología
El partido quiere ocupar el espacio liberal abandonado por CiU, trabajando con personas provenientes de todos los ámbitos políticos y sociales para formar un proyecto catalanista, liberal, europeísta, moderado y pactista, con el Partido Nacionalista Vasco como modelo político. Opuestos a la unilateralidad, pero sin descartar el independentismo, apuestan por recuperar el Estatut recortado, y así alcanzar los máximos niveles de autogobierno posible. Se han mostrado contrarios al encarcelamiento de los políticos independentistas. El ideólogo de la plataforma ha subrayado que son un movimiento "transversal, plural ideológicamente" que quiere "trabajar para hacer propuestas de cara al país". 
El partido basa gran parte de su programa electoral en los documentos fundacionales de su think tank, "El Pais de Demà".